# Brenda Gutiérrez
Brenda Galilea Gutiérrez Rodríguez (20 de junio de 1997) es una deportista mexicana que compite en piragüismo en la modalidad de aguas tranquilas. Ganó dos medallas en los Juegos Panamericanos, plata en 2019 y oro en 2023.

## Palmarés internacional
| Juegos Panamericanos | Juegos Panamericanos | Juegos Panamericanos | Juegos Panamericanos |
| Año                  | Lugar                | Medalla              | Competición          |
| -------------------- | -------------------- | -------------------- | -------------------- |
| 2019                 | Lima (Perú)          | Medalla de plata     | K4 500 m             |
| 2023                 | Santiago (Chile)     | Medalla de oro       | K4 500 m             |